# Hyles nicaea
Hyles nicaea és una espècie de lepidòpter ditrisi de la família dels esfíngids (Sphingidae). Viu des de la península Ibèrica, incloent-hi als Països Catalans, fins a Àsia Central.

## Distribució
Es distribueix pel nord d'Àfrica, Península Ibèrica, països del nord del Mediterrani, Àsia Menor fins a la regió del Caspi i el nord-est de l'Índia. A la península Ibèrica és més freqüent trobar-la a zones costaneres del Mediterrani, encara que en tot cas es pot considerar una espècie rara als Països Catalans.

## Descripció

### Imago
Envergadura alar d'entre 80 i 100 mm. Es pot distingir d'altres espècies del gènere per la seva grandària, generalment superior a Hyles euphorbiae. Es caracteritza pel seu color verd oliva, present al cap, tòrax, abdomen i ales. A l'abdomen també hi té quatre taques negres que generalment queden tapades per les ales posteriors. Ales anteriors color crema, amb taques verdes oliva basals, discals i una franja post-discal. Ales posteriors amb base negra seguida de franges rosades/vermelles, verd oliva i crema. La variació de tonalitats entre cada exemplar pot ser destacable, havent exemplars que substitueixen el color crema pel rosat o que tenen formes blanques al tòrax, per exemple.

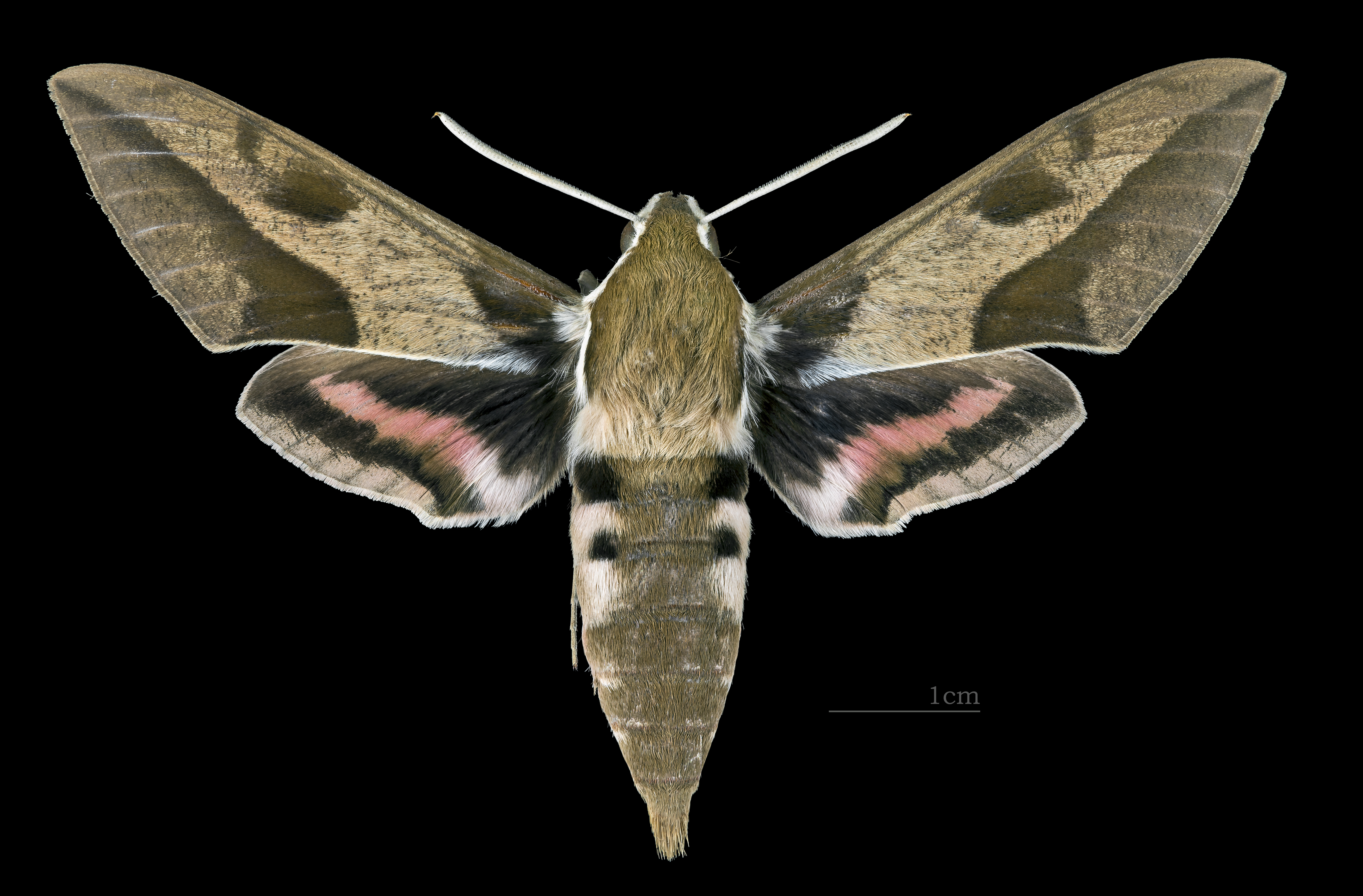
Hyles nicaea nicaea ♂
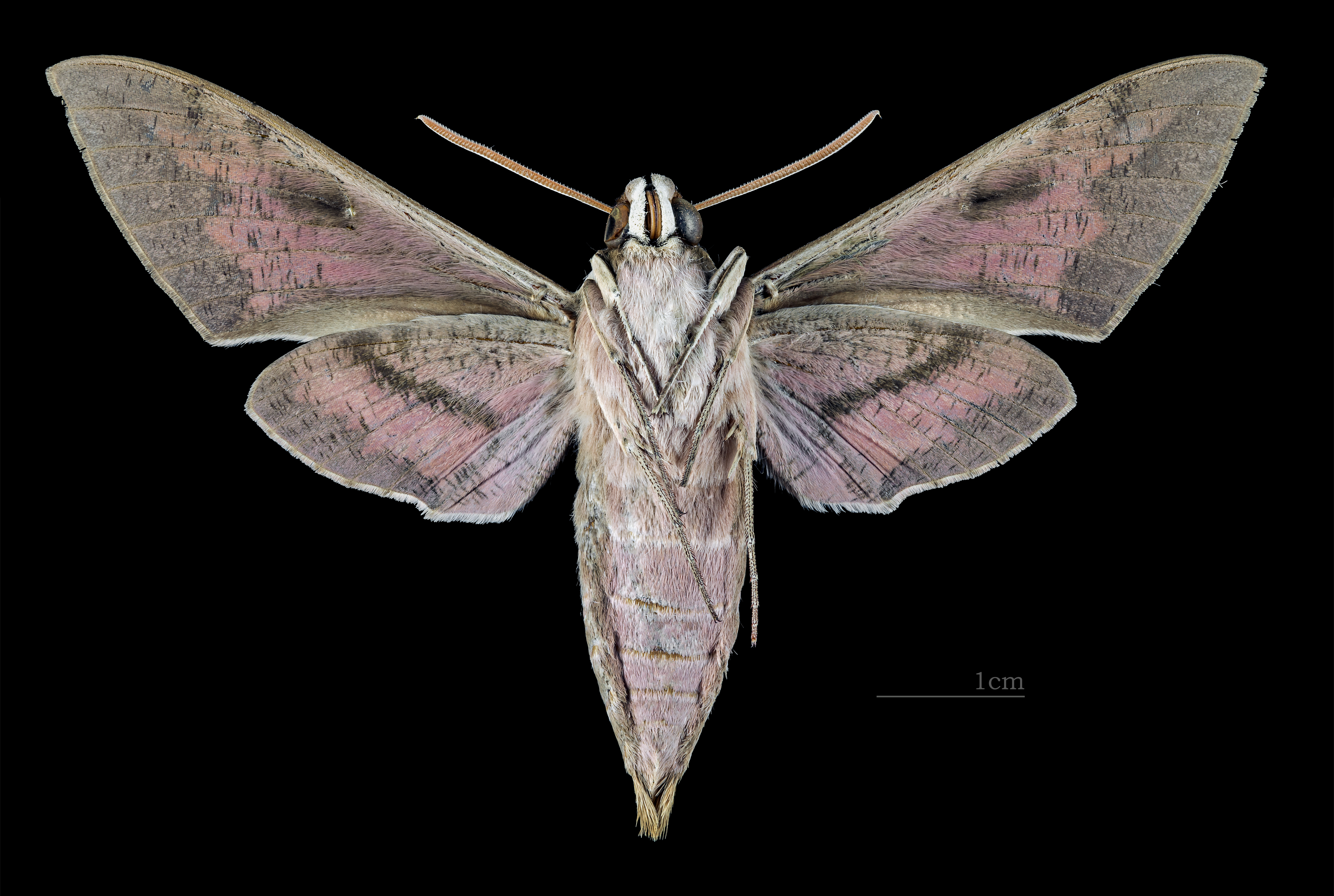
Hyles nicaea nicaea ♂ △
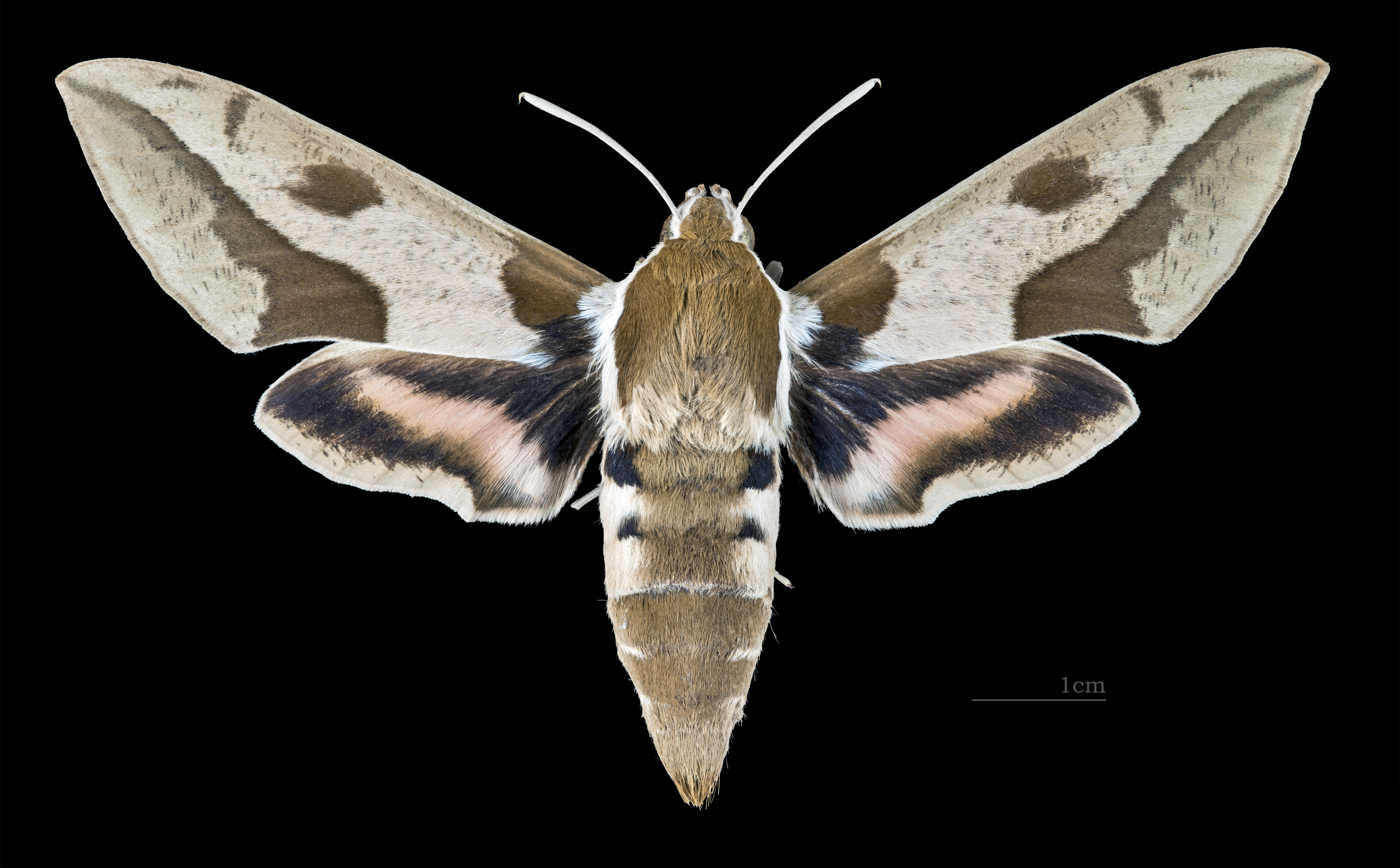
Hyles nicaea nicaea ♀
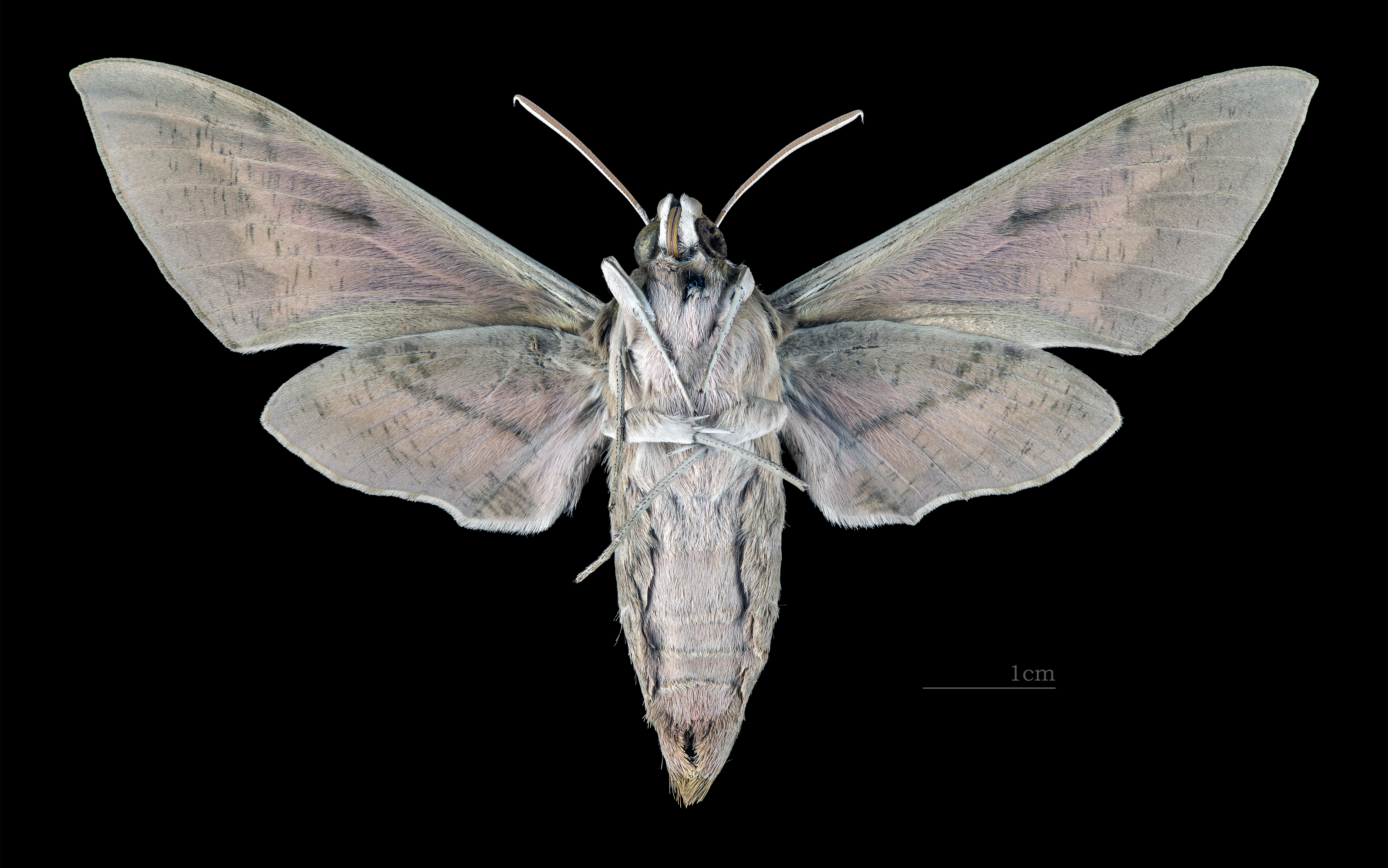
Hyles nicaea nicaea ♀ △

### Eruga
Poden arribar als 120 mm. Durant les primeres fases són verdes amb franges de punts grocs, cap groc i cua negra. A les darreres, són blanques amb franges de taques negres on al centre de cada una s'hi troba un punt groc; cap blanc i negre i cua negra. Alguns exemplars poden tenir altres aspectes on pot predominar més o menys el color negre.

## Hàbitat
Terrenys secs, sobretot calcaris. L'eruga s'alimenta de Euphorbia, però sent predilecció per la Euphorbia nicaeensis.

## Període de vol
Dues generacions anuals, l'una al maig/juliol i l'altra a l'agost/setembre. En algunes zones pot ser que només aparegui una sola generació al juny. Hibernació com a pupa.